# تاکاهیکو سومیدا
تاکاهیکو سومیدا (انگلیسی: Takahiko Sumida؛ زادهٔ ۱۲ مارس ۱۹۹۱) بازیکن فوتبال اهل ژاپن است.